# Padre Cícero (minissérie)
Padre Cícero é uma minissérie brasileira produzida e exibida pela TV Globo de 9 de abril a 4 de maio de 1984, em 20 capítulos.
Escrita por Aguinaldo Silva e Doc Comparato, e dirigida por Paulo Afonso Grisolli e José Carlos Pieri.
Originalmente planejada como a segunda parte de uma trilogia nordestina iniciada com Lampião e Maria Bonita, em 1982. No entanto, o fracasso da minissérie abortou uma terceira produção, que abordaria a história de Delmiro Gouveia.

## Sinopse
A trama traçava uma biografia do lendário Padre Cícero, vivido por Stênio Garcia. Iniciando-se a partir do suposto milagre ocorrido quando a hóstia ministrada pelo Padre Cícero à beata Maria de Araújo se transformou em sangue, a minissérie aborda a devoção criada em torno do sacerdote, bem como sua carreira política.

## Elenco
- Stênio Garcia - Cícero Romão Batista
- Débora Duarte - Maria de Araújo
- Rubens de Falco - Floro Bartolomeu
- Rodrigo Santiago - José Marrocos
- Lu Mendonça - Angélica
- Helber Rangel - Monsenhor Alexandrino
- Cláudia Alencar - Lígia
- Carlos Vereza - Simas
- Mário Lago - Núncio Apostólico
- José Dumont - Governador Franco Rabelo
- Nívea Maria - Adélia
- Cláudio Cavalcanti - Dom Joaquim
- Maria Gladys - Ifigênia
- Nildo Parente  - Dr. Madeira
- Diogo Vilela  - Emernegildo
- Ivan Setta - Encourado
- Jorge Cherques - Cardeal Arcoverde
- Newton Martins - Padre de Juazeiro
- Jomba - Seu Vital de Araújo
- Ademilton José - Bernardo
- Aldo de Maio
- Cássia Kis - Raquel

## Participações especiais
- Sebastião Vasconcelos - Major Bezerril
- Jofre Soares - Padre Pergo
- Cacilda Lanuza - Dona Senhora Bezerril

## Exibição

### Outras Mídias
Nunca reprisada, foi disponibilizada na íntegra no Globoplay em 08 de julho de 2024, como parte do Projeto Resgate.

## Romance
Uma adaptação em formato de romance foi transcrita por Regina Braga sendo lançada por volta de 1984. Tanto a minissérie como a versão em romance recebeu análise negativa do crítico José Néumanne Pinto no Jornal do Brasil classificando a obra de Aguinaldo Silva como uma "simples incompreensão do mistério [do padre" e a adaptação de Regina Braga como "subliteratura comercial e apressada que está à venda sob sua chancela".